# 마리아 엘레나 키리아쿠
마리아 엘레나 키리아쿠(그리스어: Μαρία Έλενα Κυριάκου, 로마자 표기: María Élena Kyriákou, 1984년 1월 11일 ~ )는 그리스, 키프로스의 가수이다. 더 보이스 그리스 시즌 1 우승자이다. 유로비전 송 콘테스트 2015에 그리스 대표로 참가했다.